# Microclina

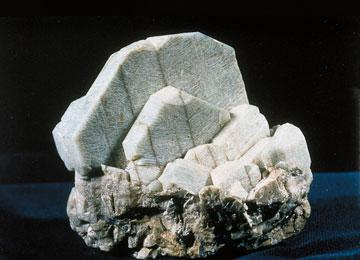
Microclina

Microclina ou microclínio, K(AlSi3O8) é um importante mineral tectossilicato constituinte de rochas ígneas e de rochas metamórficas. Faz parte do fgrupo de feldspatos alcalinos, juntamente com sanidina, albita e anortoclásio. É comum em rochas graníticas, vulcânicas félsicas e em rochas metamórficas, como gnaisses.
A Microclina é quimicamente idêntica ao ortoclásio, mas cristaliza no sistema triclínico, sendo o ângulo prismático ligeiramente inferior a 90º e daí o nome "microclina" do grego "pequena inclinação". A microclina é idêntica ao ortoclásio em todas as suas propriedades físicas e apenas se pode distinguir daquela por meio de microscópio de luz polarizada ou por difracção de raios X; ao microscópio de luz polarizada a microclina exibe característica macla cruzada combinando a macla Albita com a macla Periclina formando textura muito característica (mortar texture). É provável que parte do que é definido como ortoclásio seja realmente microclínio. 

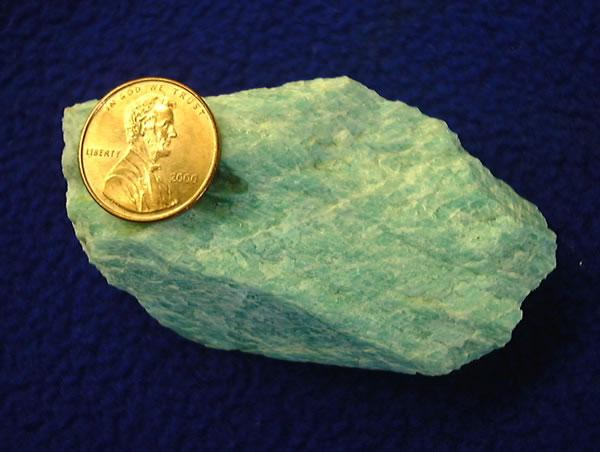
Variedade de microclina (Amazonita)

Comumente exibe pertitas que são soluções subsólidas de albita (Na-feldspato).
A pedra do Amazonas, ou amazonita, é uma bela variedade verde de microclina. Não se encontra em nenhum lugar da Bacia do Amazonas, no entanto, os exploradores espanhóis que lhe deram o nome a terão confundido com um outro mineral verde dessa região. 
Existe outro feldspato alcalino que é uma mistura isomórfica entre K(AlSi3O8) e Na(AlSi3O8) na proporção aproximada de 1/3 de silicato de potássio e 2/3 de silicato de sódio. 

## ver também
- Lista de minerais